# Lauperath

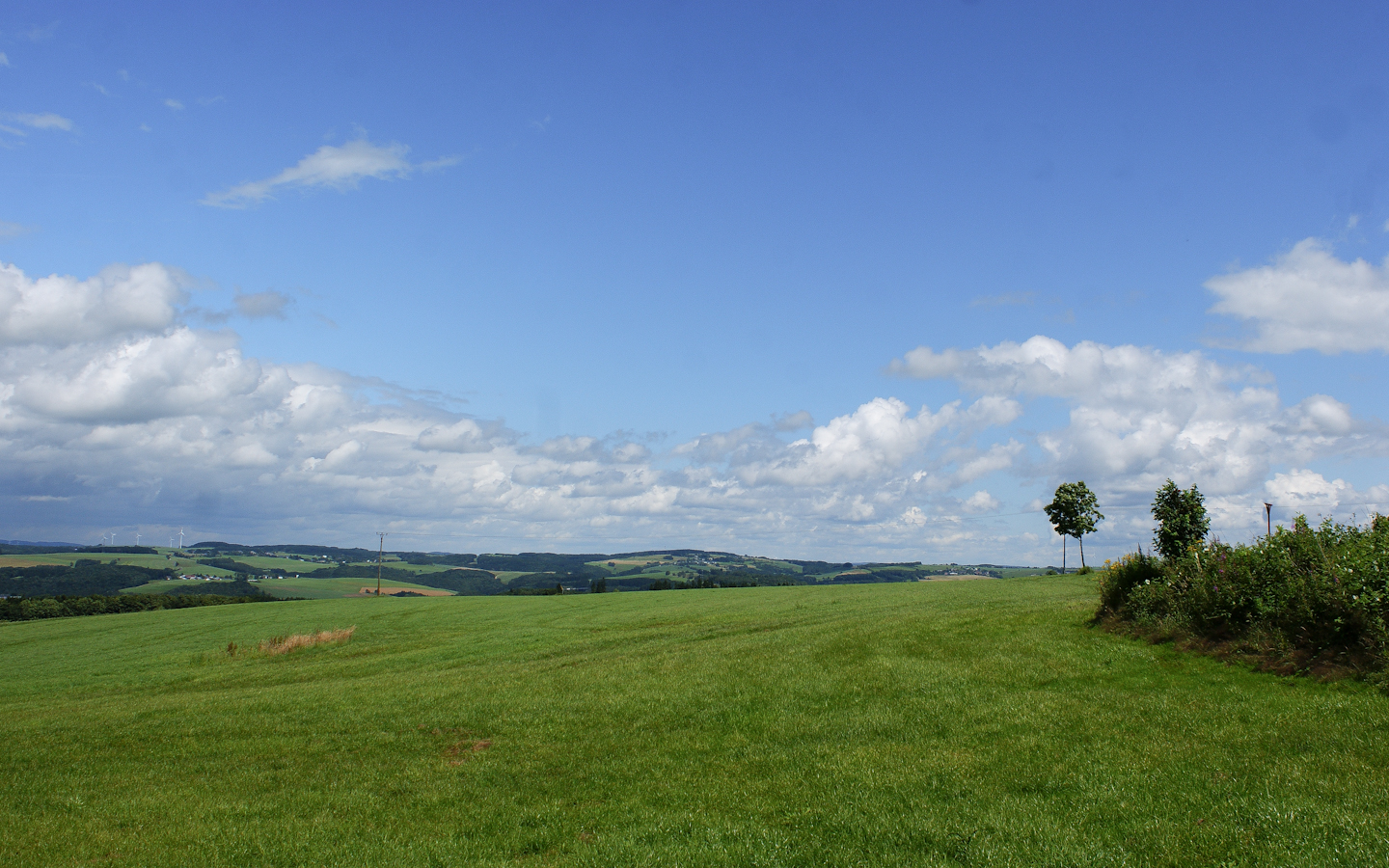
Blick auf Lauperath

Lauperath ist eine Ortsgemeinde im Eifelkreis Bitburg-Prüm in Rheinland-Pfalz. Sie gehört der Verbandsgemeinde Arzfeld an.

## Geographie

### Lage
Die Streusiedlung befindet sich im Westen der Eifel, nur wenige Kilometer östlich der Staatsgrenzen zu Luxemburg und Belgien. Sie liegt eingefasst von Feldern auf einer Hochfläche der Landschaft Islek. Die Ortsgemeinde besteht aus zwei größeren und vier kleineren Ansiedlungen: Lauperath und Scheidchen sowie die Gehöftgruppe Kop und die Einzelhöfe Berscheiderhof, Scheuerbaum und Reuschenhof.
Mit 63,9 % werden über die Hälfte des Gemeindegebietes landwirtschaftlich genutzt, 27,8 % sind von Wald bestanden (Stand 2019).

### Nachbargemeinden
Nachbargemeinden sind Manderscheid im Norden, Waxweiler im Osten, Krautscheid im Süden sowie Arzfeld im Westen.

### Klima
Der Jahresniederschlag beträgt 1049 mm.

## Geschichte
Die erste urkundliche Erwähnung als „Lupenroide“ stammt aus einer Schenkungsurkunde des Bischofs und Abtes Albero von Prüm im Jahr 1136. Die Gründung des Ortes fand während einer hochmittelalterlichen Rodungsphase wahrscheinlich im 11. oder 12. Jahrhundert statt.
Bis zum Ende des 16. Jahrhunderts stand Lauperath unter dem Einfluss der Abtei Prüm. Am Anfang des 17. Jahrhunderts wurde es von der Meierei Manderscheid verwaltet und lag in der luxemburgischen Herrschaft Neuerburg, und damit in den Spanischen Niederlanden. 1714 ging das Herzogtum Luxemburg, damit auch Lauperath, an die Österreichischen Niederlande, zu denen es bis 1794 gehörte. Unter französischer Verwaltung (1795–1814) lag die Ortschaft im Kanton Arzfeld im Departement der Wälder, 1815 ging sie an Preußen und wurde dem Kreis Prüm im Regierungsbezirk Trier zugeordnet.
Bevölkerungsentwicklung
Die Entwicklung der Einwohnerzahl von Lauperath, die Werte von 1871 bis 1987 beruhen auf Volkszählungen:
| Jahr | Einwohner |
| ---- | --------- |
| 1815 | 124       |
| 1835 | 122       |
| 1871 | 158       |
| 1905 | 171       |
| 1939 | 171       |
| 1950 | 166       |
| 1961 | 155       |

| Jahr | Einwohner |
| ---- | --------- |
| 1970 | 168       |
| 1987 | 123       |
| 1997 | 129       |
| 2005 | 117       |
| 2011 | 102       |
| 2017 | 102       |
| 2023 | 97        |

## Politik

### Bürgermeister
Stefan Weiland wurde 2024 Ortsbürgermeister von Lauperath.
Sein Vorgänger Roland Erschfeld wurde am 25. Mai 2014 als Nachfolger von Walter Thielen zum Ortsbürgermeister gewählt. Bei der Direktwahl am 26. Mai 2019 wurde er für weitere fünf Jahre in seinem Amt bestätigt.

### Wappen
| Wappen von Lauperath | Blasonierung: „In Blau, unter silbernem Schildhaupt, belegt mit vier kleinen zwischen zwei größeren roten Schildchen, ein goldener Kelch, begleitet von einem goldenen Hochkreuz und einem goldenen Anker.“ |
| Wappen von Lauperath | Wappenbegründung: Silber und Rot sind die Farben der Abtei Prüm, welche die Gründung des Ortes zu Beginn des 12. Jahrhunderts prägte; es sind zudem die Farben der zeitweiligen Herrschaft Österreichs. Der Schild wurde in Erinnerung an die Herrschaft Luxemburgs und der Niederlande in blau gewählt. Die Figuren zeigen die Attribute der hl. drei Jungfrauen: das Kreuz für Fides, den Kelch für Caritas und den Anker für Spes. Die Schildchen im Schildhaupt stehen für die aus sechs einzelnen Ansiedlungen bestehende Ortsgemeinde. |

## Kultur und Sehenswürdigkeiten
Zu den sehenswerten Bauwerken gehört die Kapelle der Heiligen Drei Jungfrauen als eine der wenigen Chorturmkirchen in der Eifel aus dem 15. Jahrhundert. Jährlich am 22. Mai wird das Kapellenfest gefeiert, das Patronatsfest der Heiligen Drei Jungfrauen am Sonntag nach dem 10. März.

## Wirtschaft und Infrastruktur
Lauperath ist heute eine durch die Landwirtschaft und den Tourismus geprägte Wohngemeinde. Seit 1971, als noch 25 landwirtschaftliche Betriebe gezählt worden waren, hat die landwirtschaftlich genutzte Fläche von 419 ha auf 560 ha (2010) zugenommen, die von elf Betrieben bewirtschaftet wurden.
Die nächste Anschlussstelle ist Waxweiler/Schönecken an der Bundesautobahn 60 und befindet sich etwa zehn Kilometer östlich des Ortes.
Zu den öffentlichen Einrichtungen zählen ein Dorfgemeinschaftshaus sowie ein Kinderspielplatz.